# 1983年の中日ドラゴンズ
1983年の中日ドラゴンズ（1983ねんのちゅうにちドラゴンズ）では、1983年の中日ドラゴンズにおける動向をまとめる。
この年の中日ドラゴンズは、近藤貞雄監督の3年目のシーズンである。

## 概要
前年リーグ優勝を果たし、2年連続の優勝と日本一奪回が期待されたシーズンであったが、開幕から波に乗れず、5月には正捕手中尾孝義の戦線離脱なども響き最下位に転落するなど苦しい戦いが続いた。6月以降は持ち直してAクラス争いに加わったものの、勝負所の10月に失速し、10月3日から15日にかけて8連敗を喫した。最終的に首位の巨人に17ゲーム差をつけられ、前年の優勝から一転して5位に終わった。投手陣は、郭源治がチーム最多の11勝を挙げ、小松辰雄も9勝を記録したが、前年に引退した星野仙一の穴は大きく、チーム防御率はリーグ3位の4.11であった。打撃陣では大島康徳が自身初の本塁打王、田尾安志が2年連続の最多安打を獲得する活躍を見せた。しかし、チーム全体では攻守に精彩を欠き、特に守備面ではリーグワーストの121失策を記録し、安定感を欠いた。巨人には9勝16敗1分と大きく負け越したことが、優勝争いから脱落する一因となった。シーズンの全日程を終えた翌日の10月24日、近藤監督は成績不振の責任を取り辞任した。

## レギュラーシーズン
| 1 | 中 | 平野謙   |
| 2 | 二 | 上川誠二 |
| 3 | 右 | 田尾安志 |
| 4 | 一 | 谷沢健一 |
| 5 | 三 | モッカ   |
| 6 | 左 | 大島康徳 |
| 7 | 遊 | 宇野勝   |
| 8 | 捕 | 中尾孝義 |
| 9 | 投 | 小松辰雄 |

| 順位 | 4月終了時 | 4月終了時 | 5月終了時 | 5月終了時 | 6月終了時 | 6月終了時 | 7月終了時 | 7月終了時 | 8月終了時 | 8月終了時 | 9月終了時 | 9月終了時 | 最終成績 | 最終成績 |
| ---- | --------- | --------- | --------- | --------- | --------- | --------- | --------- | --------- | --------- | --------- | --------- | --------- | -------- | -------- |
| 1位  | 巨人      | --        | 巨人      | --        | 巨人      | --        | 広島      | --        | 巨人      | --        | 巨人      | --        | 巨人     | --       |
| 2位  | 阪神      | 3.5       | 広島      | 8.0       | 広島      | 5.0       | 巨人      | 0.5       | 広島      | 6.0       | 広島      | 7.5       | 広島     | 6.0      |
| 3位  | 中日      | 5.0       | 阪神      | 12.5      | ヤクルト  | 12.5      | ヤクルト  | 11.5      | 中日      | 12.5      | 大洋      | 15.0      | 大洋     | 11.0     |
| 4位  | 広島      | 5.5       | ヤクルト  | 13.0      | 中日      | 14.0      | 大洋      | 12.5      | 大洋      | 13.0      | 中日      | 15.0      | 阪神     | 11.5     |
| 5位  | ヤクルト  | 5.5       | 大洋      | 16.0      | 大洋      | 14.0      | 阪神      | 12.5      | 阪神      | 14.0      | 阪神      | 15.5      | 中日     | 18.5     |
| 6位  | 大洋      | 7.5       | 中日      | 16.5      | 阪神      | 14.5      | 中日      | 14.0      | ヤクルト  | 14.5      | ヤクルト  | 19.0      | ヤクルト | 19.0     |

| 順位 | 球団               | 勝 | 敗 | 分 | 勝率 | 差   |
| 1位  | 読売ジャイアンツ   | 72 | 50 | 8  | .590 | 優勝 |
| 2位  | 広島東洋カープ     | 65 | 55 | 10 | .542 | 6.0  |
| 3位  | 横浜大洋ホエールズ | 61 | 61 | 8  | .500 | 11.0 |
| 4位  | 阪神タイガース     | 62 | 63 | 5  | .496 | 11.5 |
| 5位  | 中日ドラゴンズ     | 54 | 69 | 7  | .439 | 18.5 |
| 6位  | ヤクルトスワローズ | 53 | 69 | 8  | .434 | 19.0 |

## オールスターゲーム1983
- 監督

近藤貞雄
- ファン投票

田尾安志
- 監督推薦

牛島和彦
谷沢健一
大島康徳

## できごと
- チームは54勝69敗7分で5位となり、Bクラスに終わった[2]。
- 田尾安志が161安打を記録し、2年連続でセントラル・リーグ最多安打を獲得した[8]。
- 大島康徳が36本塁打を放ち、本塁打王に輝いた[8]。
- 10月3日から15日にかけてチームは8連敗を喫し、Bクラスが確定した[3]。
- 10月24日、近藤貞雄監督が成績不振の責任を取り辞任を表明した[7]。

## 表彰選手
| リーグ・リーダー | リーグ・リーダー | リーグ・リーダー | リーグ・リーダー |
| 選手名           | タイトル         | 成績             | 回数             |
| ---------------- | ---------------- | ---------------- | ---------------- |
| 大島康徳         | 本塁打王         | 36本             | 初受賞           |
| 田尾安志         | 最多安打         | 161本            | 2年連続2度目     |

| ベストナイン         | ベストナイン | ベストナイン |
| 選手名               | ポジション   | 回数         |
| -------------------- | ------------ | ------------ |
| 谷沢健一             | 一塁手       | 2年連続3度目 |
| 田尾安志             | 外野手       | 3年連続3度目 |
| ダイヤモンドクラブ賞 |              |              |
| 選出なし             |              |              |

## ドラフト
| 順位 | 選手名   | ポジション | 所属           | 結果                 |
| ---- | -------- | ---------- | -------------- | -------------------- |
| 1位  | 藤王康晴 | 内野手     | 享栄高         | 入団                 |
| 2位  | 仁村徹   | 投手       | 東洋大学       | 入団                 |
| 3位  | 三浦将明 | 投手       | 横浜商業高     | 入団                 |
| 4位  | 山田和利 | 内野手     | 東邦高         | 入団                 |
| 5位  | 山本昌広 | 投手       | 日本大学藤沢高 | 入団                 |
| 6位  | 清水治美 | 投手       | 日本通運       | 翌年シーズン後に入団 |